# Чилийски испански език
Чилийски испански език е всяка от няколко разновидности на испанския език, говорени в по-голямата част от Чили. Чилийските испански диалекти имат отличително произношение, граматика, лексика и жаргонни употреби, които се различават от тези на стандартния испански, като различни лингвисти идентифицират чилийския испански като една от най-различните разновидности на испанския език.